# Estanzuelas
Estanzuelas è un comune del dipartimento di Usulután, in El Salvador.

## Storia
La cittadina si è sviluppata attorno ad una hacienda dell'Ottocento. Con lo svilupparsi dell'hacienda, chiamata allora La Estancia Sola, e il nascere di piccoli centri attorno ad essa, si è venuto a creare l'attuale comune che ha successivamente preso il nome attuale. I sei barrios del comune attuale sono: El Calvario, El Belen, Las Flores, San Antonio, El Centro, e San Pablo.
Negli ultimi anni molti nativi di Estanzuelas sono migrati verso gli USA, formando comunità soprattutto in Texas, Virginia, Tennessee, New York, New Jersey, Las Vegas, San Francisco, Florida, Boston e Los Angeles.
Il censimento del 2007 ha dato come risultato una popolazione di 9 015 abitanti.
Nel 2006 è stato votato l'attuale sindaco, Jose Gonzalo Manzano, in carica per tre anni.